# Wait Until Dark
Wait Until Dark (conocida como Sola en la oscuridad en España y Espera la oscuridad en Hispanoamérica) es una película estadounidense de suspenso de 1967 dirigida por Terence Young y protagonizada por Audrey Hepburn. La historia fue adaptada por Robert Howard-Carrington y Jane Howard-Carrington de la obra de teatro homónima escrita por Frederick Knott.

## Argumento
Susy Hendrix es una mujer ciega a causa de un accidente de coche. Ella vive en su apartamento de Nueva York con su marido Sam, un fotógrafo que viaja mucho por el mundo. Un día ella es apartada de Sam haciéndole creer, que su mujer ha sufrido un accidente. Después es manipulada, engañada y aterrorizada por los tres criminales detrás de eso. Lo hacen, porque buscan una muñeca en su apartamento que no pueden encontrar y que contiene droga, la cual fue escondida en el apartamento por una traficante, Lisa, que uno de ellos, Harry Roat Jr., asesinó luego por traicionarlo con el propósito de querer hacer negocios con esa droga por su cuenta en su detrimento. Después, no habiendo podido encontrarla en su apartamento, él incriminó el asesinato a los otros dos, Mike Tallman y Carlino, que conocían a Lisa, para coaccionarles a que trabajen para él en este asunto, cosa que hacen a regañadientes y con rencor para evitar ser condenados por el asesinato. 
Susy es completamente ajena a todo ello, pero con el tiempo se da cuenta de lo que está ocurriendo y se vuelve consciente que, una vez que tengan la muñeca, ellos la matarán y debe por ello luchar por su vida, cosa que no va a ser nada fácil por estar ella ciega. Solo Gloria, una niña amiga suya, que conoce bien y que vive en un apartamento arriba de ella sola en su mayor parte por la ausencia de sus padres en su mayor parte, la ayuda. Susy se entera, a través de ella, de que ella había cogido temporalmente la muñeca para jugar con ella, lo que causó a que no la encontrasen. Ella luego la escnde bien para que los criminales no la encuentren. Luego ella da a Gloria la instrucción de llamar a la policía desde fuera del edificio, ya que los criminales han cortado hasta entonces la línea telefónica del lugar, cosa que accede a hacer.
Cuando los criminales se dan cuenta de que lo sabe todo, los coaccionados, Tallman y Carlino, intentan entonces matar a Roat en venganza por todo lo que hizo. Sin embargo, previendo eso, él los mata a ellos. Luego entra en la casa de Susy y se inicia un duelo a muerte entre ambos. A muy duras penas, y cortando para ello la luz del apartamento, Susy consigue matarlo y salvar así su vida. Mientras tanto, Sam y la policía, alertados por Gloria, entran en el apartamento de Susy y Susy, dándose cuenta de que todo ha acabado, da las gracias a Gloria y abraza con alegría a Sam.

## Reparto
- Audrey Hepburn - Susy Hendrix
- Alan Arkin - Harry Roat
- Richard Crenna - Mike Talman
- Efrem Zimbalist Jr. - Sam Hendrix
- Jack Weston - Carlino
- Samantha Jones - Lisa
- Julie Herrod - Gloria

## Producción
La película se rodó en su totalidad en Ottawa, Ontario, Canadá. Para interpretar su papel de manera lo más creíble posible, Audrey Hepburn pasó semanas en Lighthouse, un centro de rehabilitación para ciegos.

### Banda sonora
La música  de la película fue compuesta por Henry Mancini, adaptada al estilo de la película: oscura y misteriosa. Mancini combinó con la orquesta dos pianos desentonados e instrumentos de viento, como en el tema principal, tétrico y escalofriante, al estilo de Chantaje contra una mujer.

## Premios
Audrey Hepburn fue candidata al Oscar a mejor actriz, en la única nominación que obtuvo la película.

## Influencia
- Cuando se estrenó la película, durante la escena final los cines disminuían la iluminación de la sala todo lo posible y después se apagaban las luces al mismo tiempo que lo hacían las del apartamento en la película, hasta que la sala se quedaba completamente a oscuras.
- Lee Remick recibió un Tony por su papel de Suzy Hendrix en la producción de Broadway basada en la obra de teatro original.[3]
- Susie Amy hizo el papel de Audrey Hepburn en una reciente gira británica dirigida por Bill Kenwright, que incluía a los actores Darren Nesbitt, James Carlton y Michael Melia.